# 楚雄站
楚雄站位于中华人民共和国云南省楚雄州楚雄市东瓜镇，是昆楚大铁路上的车站，于2018年7月1日启用。车站由昆明局集团广通车务段管辖，办理客运业务。

## 车站结构

### 站房
楚雄站站房面积近10000平方米，为昆楚大铁路沿线面积最大的站房。站房外立面以红色为主色，屋面覆盖着清灰瓦，体现了楚雄彝族的建筑特色。站房内设有2个候车室，配备有普通候车座椅、商务按摩椅等设施，同时能容纳5000人。

### 站场
楚雄站站场规模三台七线。
| 5站台    | 昆楚大铁路 往昆明方向（广通北站） |
| 岛式站台 |                                   |
| 4站台    | 昆楚大铁路 往昆明方向（广通北站） |
| 正线     | 昆楚大铁路上行列车通过线          |
| 正线     | 昆楚大铁路下行列车通过线          |
| 3站台    | 昆楚大铁路 往大理方向（南华站）   |
| 岛式站台 |                                   |
| 2站台    | 昆楚大铁路 往大理方向（南华站）   |
| 1站台    | 昆楚大铁路 往大理方向（南华站）   |
| 侧式站台 |                                   |
| 站房     | 售票处、候车室、检票口            |

## 接驳交通
楚雄站至楚雄城区通过站前达到连接。道路总长约2.3公里，主要路段设计双向8车道、宽50米。此外车站与楚雄市区设有4趟公交车，目前可乘坐9路、10路公交车到达。